# Marcel Mazout
Marcel Mazout est un groupe de musiciens savoyards actif depuis 1980 dans sa forme actuelle.

Leur musique décalée s'apparente à celle des Rita Mitsouko et des Négresses Vertes. Initialement, ils s'appelaient « Los Crados Punkos Revival Del Sous Sol Gorgonzola International ». Le groupe revendique de faire de la « Fuel Music » et du « Reblochon Rock ». Il est composé de treize « démocrates dictateurs caractériels », chacun disposant donc de douze thérapeutes. Le groupe comprend aussi des choristes appelées les « cradettes ».

## Composition
Guitares : Jean-Paul Lacombe et Didier Gaye
Chant : Henri Pochat
Accordéon : Isabelle Maniglier
Saxophone : Christian Lamorthe
Batterie : Bernard Boimond
Clavier : Thierry Youyou Nouvelle
Basse : René Davenas
Les Marvellous cradettes : Colette Geslot, Michèle Domenge, Annick Lestien, Lucie Pagnacco, Annie Gaye

## Albums
- Los Crados 83
- Zout 91 : "La Vache"
- Zout 94 : "Souvenirs de Vaulx-en-Velin"
- Zout 98 : "Savoyardes Stories"
- Zout 2001 : "Tous au cabaret"
- Zout 2005 : "20 ans d'amour et de n'importe quoi"

- Mystic Fifties : Musique sacrée.

- les belles aventures de Cacaboude : Y a des fils dans la fondue

- les belles aventures de Cacaboude : Mimile le Crocodile

## Documentaire
- Marcel Mazout, le film, réalisé par Christian Lelong